# Mary Rose (Rose)
Die Englische Rose Mary Rose, syn. 'Ausmary', wurde von David C. H. Austin 1983 eingeführt. Sie ist nach dem Flaggschiff Mary Rose der Flotte von König Heinrich VIII. benannt, das 1982 nach über 400 Jahren geborgen wurde.
'Mary Rose' ist ein Abkömmling von 'Wife of Bath' × 'The Miller', mit ca. 7 cm großen, rosafarbenen, duftenden Blüten, die gut remontieren. Die winterharte Strauchrose wird etwa 1,5 m hoch. Das Laub ist etwas anfällig für Sternrußtau.
1992 wurden der zartrosa Sport 'Redouté', syn. 'Auspale', und der weiße Sport 'Winchester Cathedral', syn. 'Auscat', von Austin in den Handel gebracht.

## Galerie

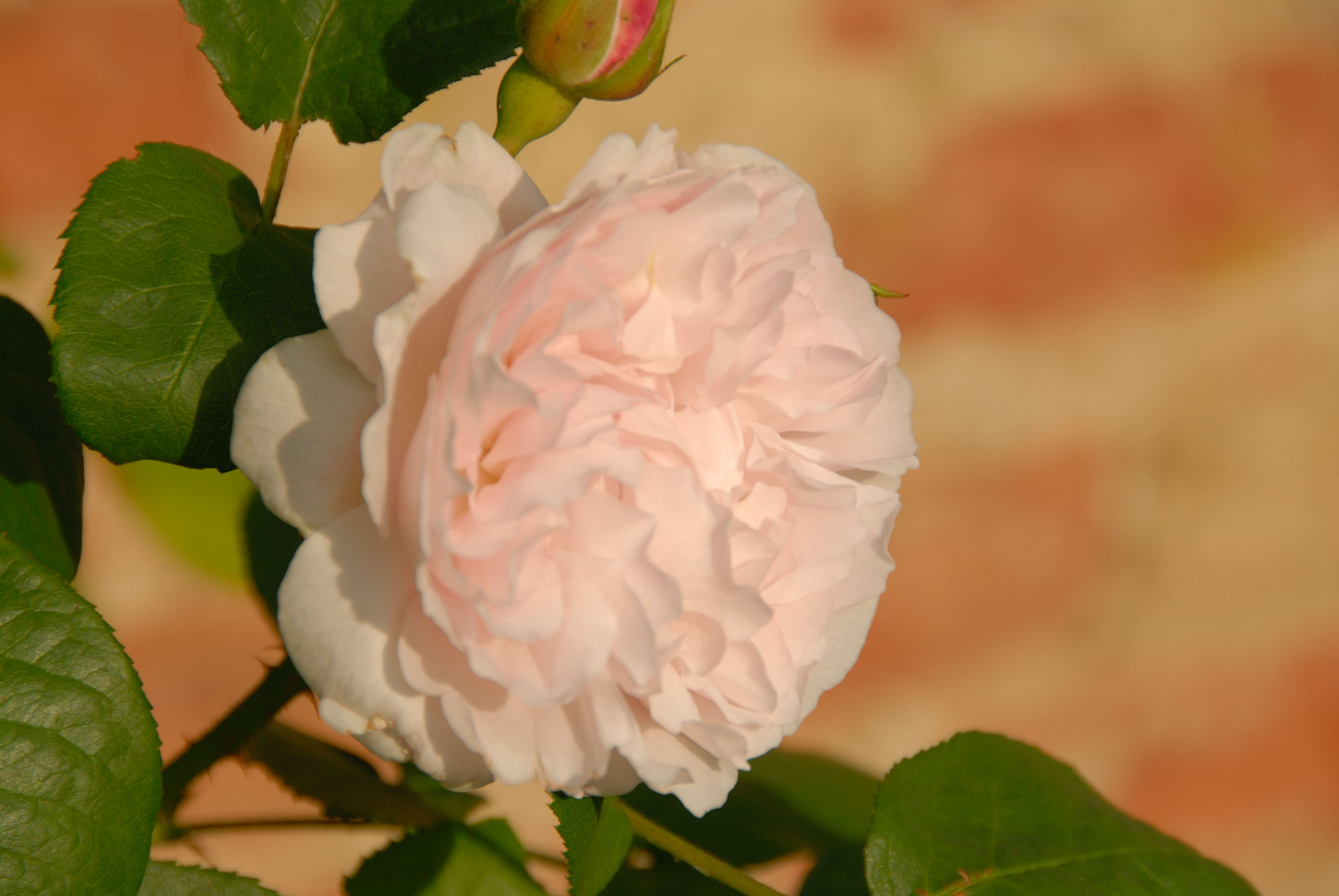
Sport von 'Mary Rose': 'Redouté' Austin 1992
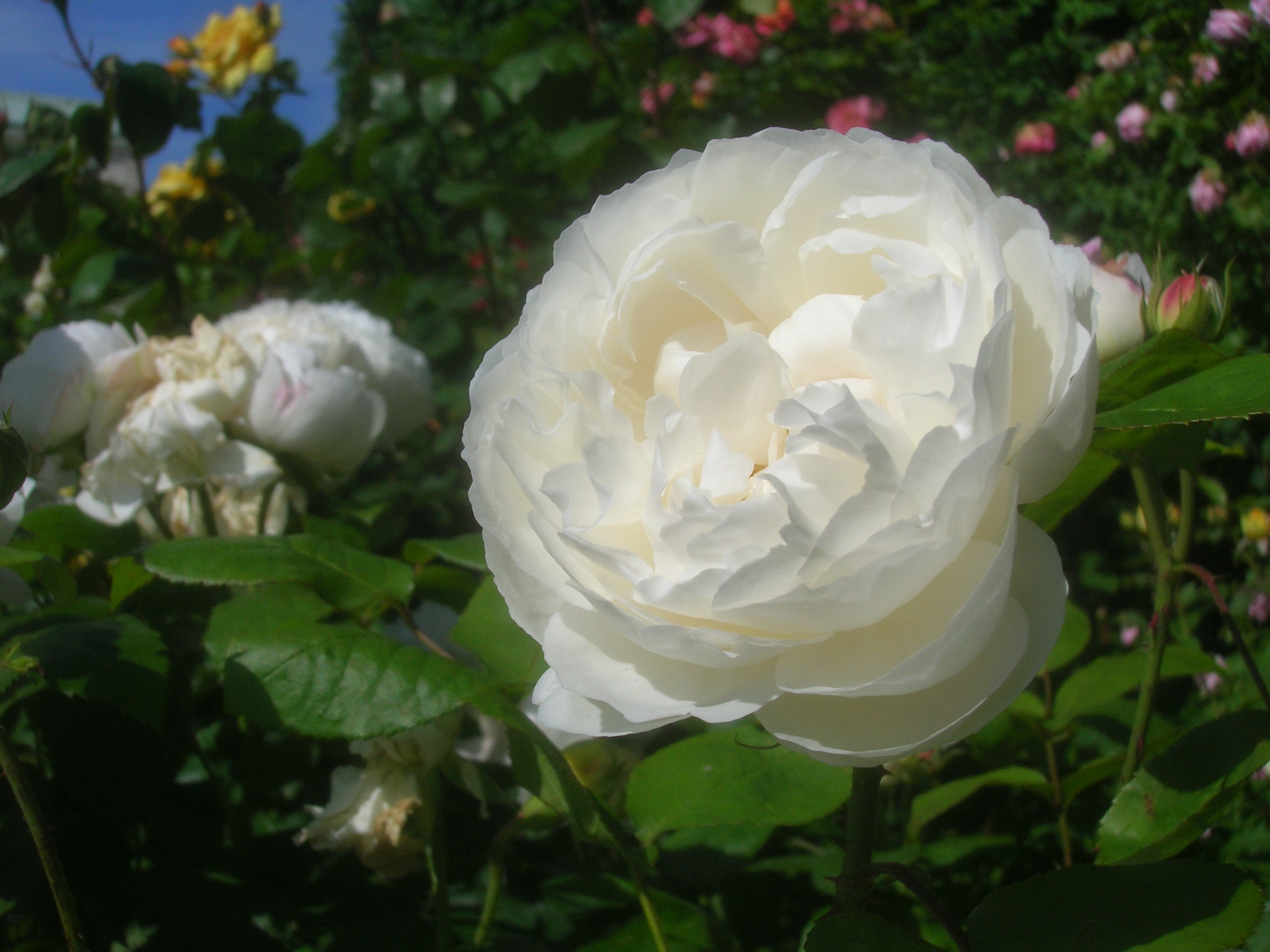
'Sport von 'Mary Rose': Winchester Cathedral' Austin 1992